# Iriver
Das Unternehmen iRiver (ehemaliger vollständiger Name: iriver Ltd. und iriver Co., Limited; auch IRIVER) war ein Hersteller von MP3-Playern, mobilen Videoabspielgeräten und E-Book-Readern. Es wurde im Jahr 1999 als eine Tochter der ReignCom Ltd. gegründet und hat den Sitz in Seoul. Das Unternehmen beschäftigte vor dem Verkauf an die SK Telecom 233 Mitarbeiter und war seit 2003 an der koreanischen Technologie-Börse KOSDAQ gelistet.
Heute besitzt iRiver nur noch einen Vertrieb in Südkorea.

## Geschichte

Ehemaliges Logo von iriver

Die Firma ReignCom wurde im Jahr 1999 von sieben ehemaligen leitenden Angestellten der Firma Samsung gegründet. Ursprünglich vermarktete ReignCom Halbleiter, konzentrierte sich aber dann auf die Entwicklung von MP3-Spielern. Die Produktion wurde nach China verlagert und das Produktdesign von der kalifornischen Firma INNO Design übernommen, lediglich die Forschung und Entwicklung war noch in Südkorea ansässig.
Ihr erstes iriver-Produkt war der im November 2000 veröffentlichte portable CD-Spieler mit MP3-Unterstützung iMP-100. Die Modelle iMP-100 sowie iMP-200 wurden in den Vereinigten Staaten von SonicBlue unter dem Namen Rio Volt vermarktet. Spätere Modelle wurden von der hauseigenen Marke SlimX als "dünnste MP3-CD-Spieler der Welt" verkauft.
Im Jahr 2002 begann iriver mit der Entwicklung von MP3-Playern mit Flash-Speicher.
Ein Jahr später verkauften sie ihre ersten Modelle mit 512 MB und 1 GB Flash-Speicher und wurden eine im KOSDAQ gelistete Aktiengesellschaft. Auch wurden Festplattenspieler angeboten, um mit den iPods konkurrieren zu können. Iriver wurde dadurch kurzfristig einer der Marktführer vom Verkauf von MP3-Player.
Im Mai 2006 gab ReignCom bekannt, dass sie sich auf den Markt von Handheld-Konsolen konzentrieren würden und dass ihr Verkauf von MP3-Playern zurückging.
Vor dem Verkauf hatte iriver Außenstellen in den USA, Brasilien, Hong Kong und Japan. In Europa wurde iriver von 2004 an bis zur Schließung von der iriver Europe GmbH mit Sitz in Eschborn vertreten. Die südkoreanische Private-Equity-Firma Vogo Fund hatte von 2007 bis 2014 eine bedeutende Beteiligung an iriver gehalten da durch den Niedergang der MP3-Player das Unternehmen seit 2009 stark an Umsatz verlor.
Im Jahr 2013 gründete iriver das Tochterunternehmen Astell&Kern. Der Name leitet sich vom lateinischen Synonym Astell (Sterne) sowie dem deutschen Wort Kern ab.
Im Jahr 2014 wurde iriver an die SK Telecom verkauft. Danach existierten nur noch Außenstellen in Guangdong sowie in Irvine, der Vertrieb der Produkte wurde durch länderspezifische Dienstleister übernommen.

## Produkte

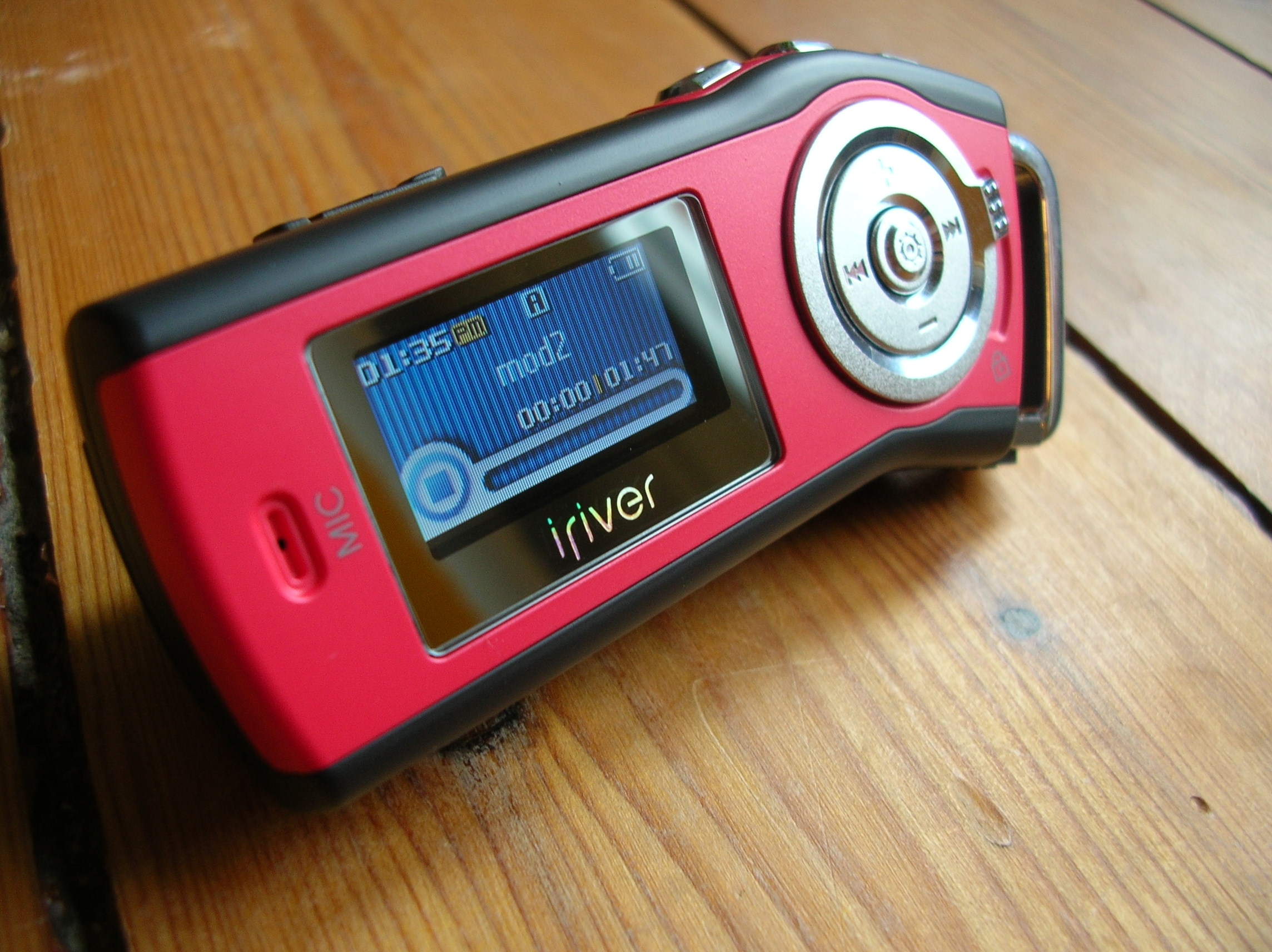
512 MB iriver t10

Die Produktlinien umfassten tragbare MP3- und Video-Abspielgeräte mit Flash- oder Festplattenspeichern. Des Weiteren wurden CD-Spieler und ein E-Book-Reader mit MP3-Unterstützung angeboten. Von der Fachpresse wurden sie größtenteils positiv aufgefasst, so bot lange Zeit der E-Reader Story HD die höchste Auflösung am Markt. Die meisten MP3-Spieler des Unternehmens werden von dem Open-Source-Betriebssystem Rockbox unterstützt.

### Portable Media Player

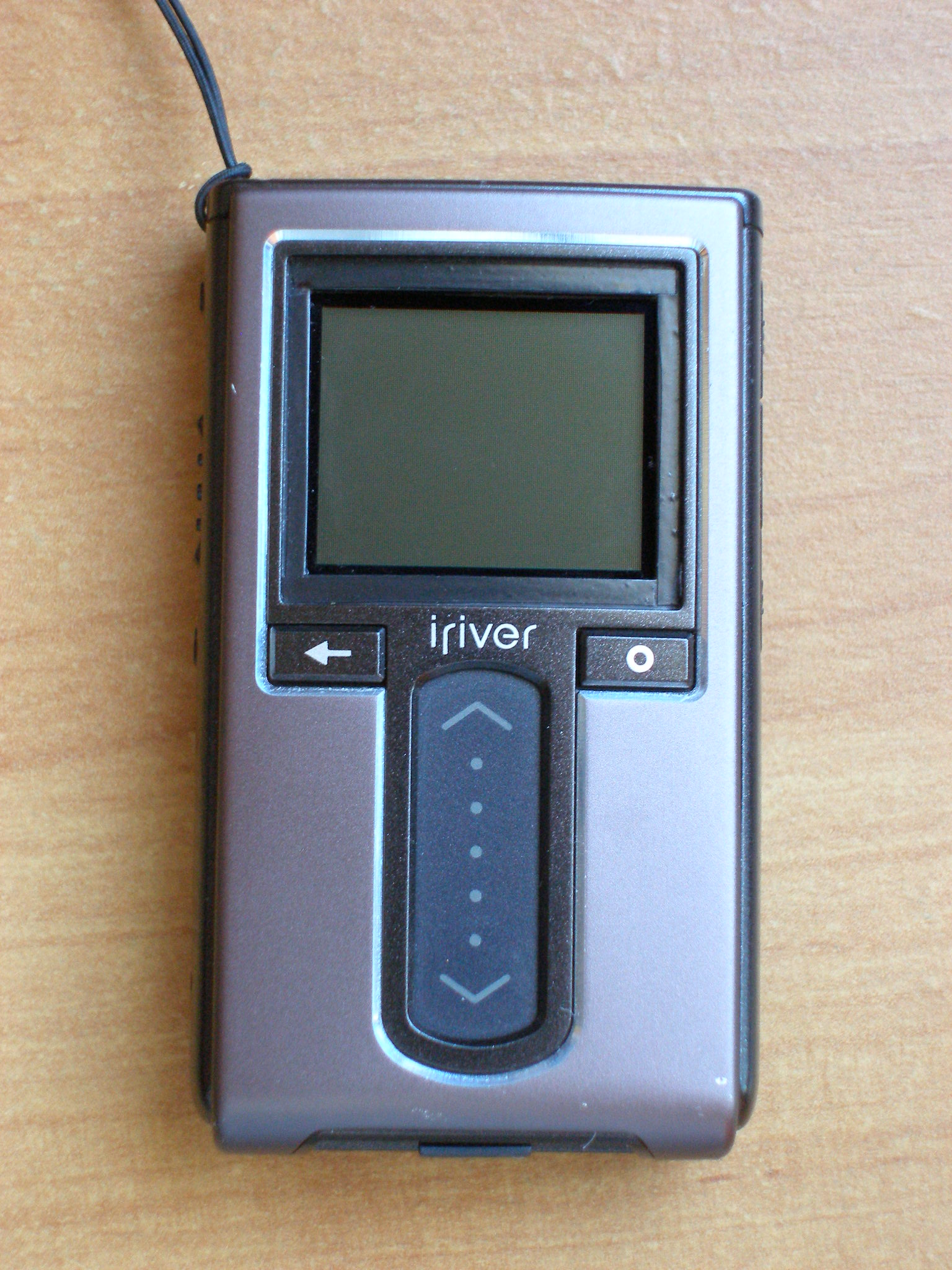
iriver H10 Festplattenspieler

Die Geräte von iriver zeichneten sich vor allem durch die integrierte Aufnahmefunktion aus, mit der man Audiosignale vom eingebauten Mikrofon, dem Line-Eingang oder, falls vorhanden, dem integrierten Radio-Tuner im MP3-Format aufzeichnen konnte. Die Modelle konnten alle MP3- und Windows-Media-Audio-Dateien wiedergeben. Einige Modelle sogar das Ogg-Vorbis-Format abspielen sowie Text-, Bild- und/oder Adobe-Flash-Dateien betrachten. Die Video-Abspielgeräte unterstützten das Windows-Media-Video- und das MPEG-4-Format.
Des Weiteren verfügten die aktuellen Geräte über eine vom Benutzer deaktivierbare DRM-Unterstützung, mit der man bestimmte aus dem Internet erworbene Musikdateien abspielen kann.
Auswahl
- H10 mit 5GB oder 6GB Festplatte, von 2004
- Clix GEN2 wurde 2009 zusammen mit Microsoft entwickelt und vermarktet.[10]
- W10 soll WiFi und Internettelefonie sowie über ein Navigationssystem verfügen.[11]

### E-Book-Reader
Im September 2009 veröffentlichte iriver den ersten E-Book-Reader seiner Produktlinie, das Modell mit dem Namen Story funktioniert mit Hilfe der E-Ink-Technologie und unterstützt neben den E-Book-Formaten .epub und .pdf auch Comics in .jpg oder .zip Format sowie Musikfiles als .mp3 und .wma. iriver ging mehrere Partnerschaften mit internationalen Buchhandelsketten ein (Kyobo Books in Südkorea, Waterstone’s und WHSmith in Großbritannien); in Deutschland wurde eine Kooperation mit der Firma Hugendubel geschlossen. Das Nachfolgemodell iriver Story HD (2011) bot mit seinem 6" großen von LG hergestellten E-ink-Display eine Auflösung von 768 × 1024 Punkten bei 213dpi. Aufgrund mangelnden Erfolgs wurde der Vertrieb jedoch eingestellt.